# FED (camera)

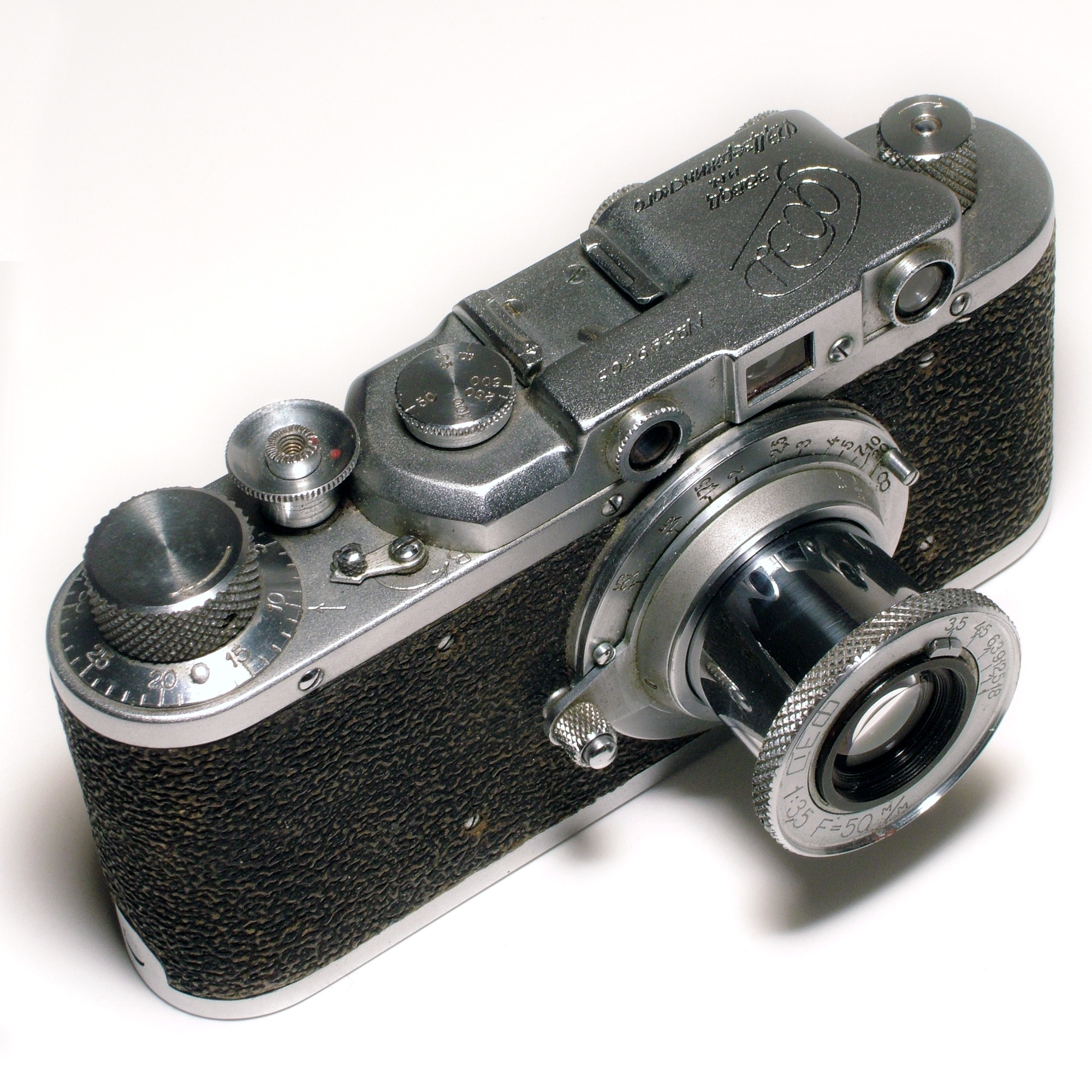
FED 1 model IV

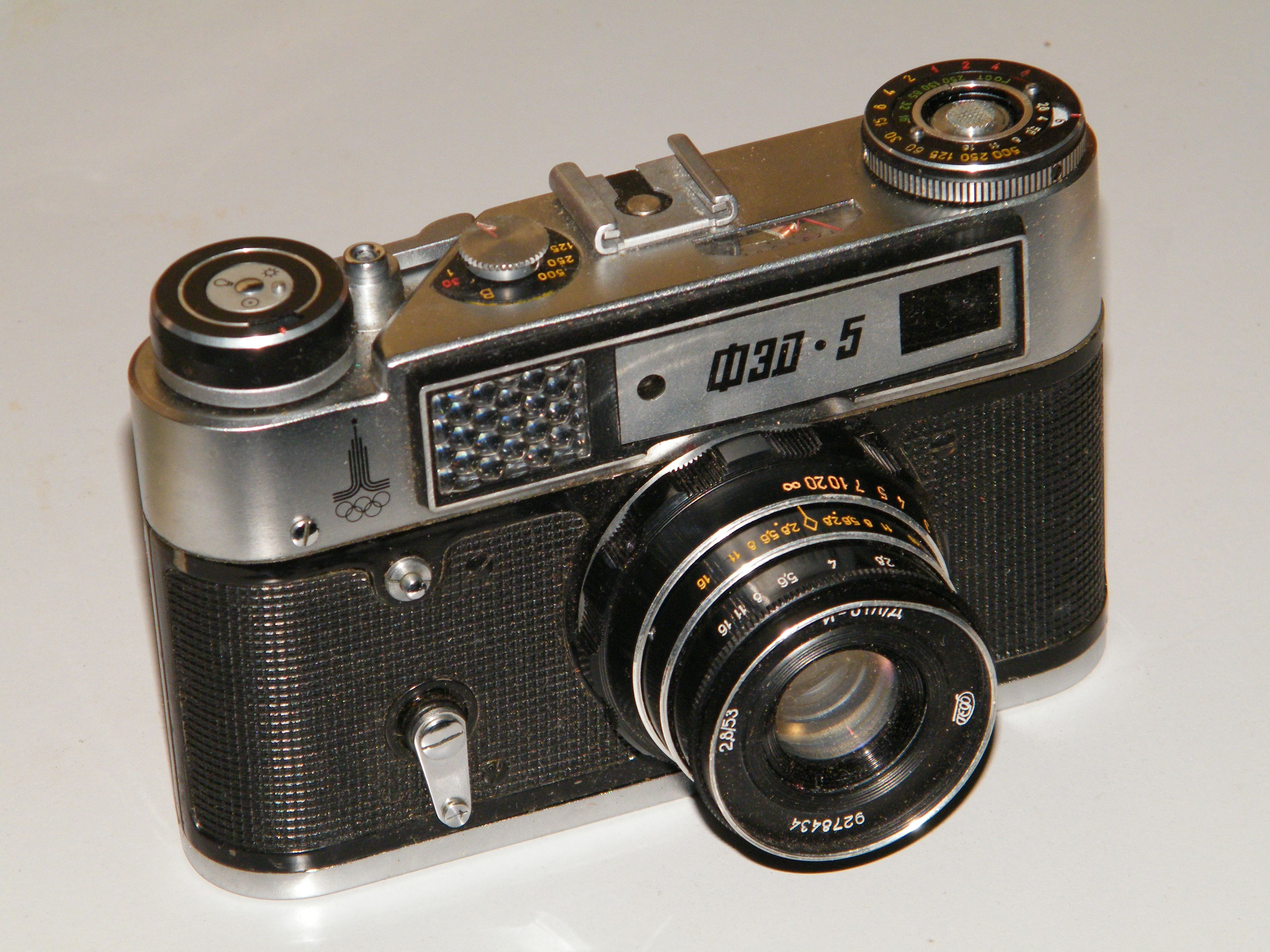
FED 5 "Olympisch"

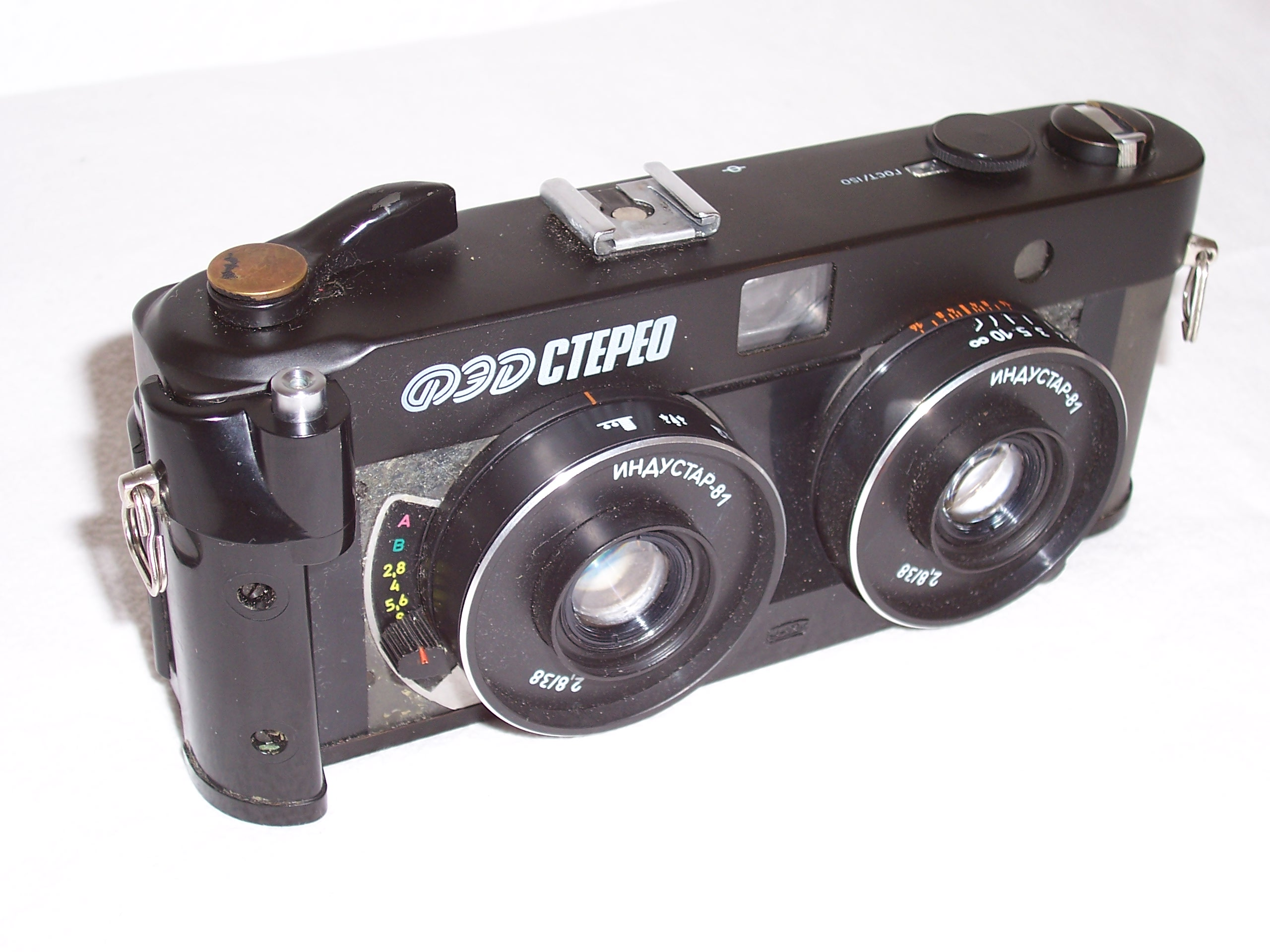
Stereocamera van FED

FED (Russisch: ФЭД) is een Oekraïens cameramerk. Onder het merk kwamen verschillende typen fototoestellen op de markt in de periode van 1934 tot ca. 1996, waaronder de meest bekende zijn meetzoekercamera's FED 1 (Fedka), FED 2, FED 3, FED 5. 
De naam is een afkorting van Feliks Edmoendovitsj Dzerzjinski, en is ook de naam van de fabriek in Charkov (Oekraïne) waar de camera's worden gemaakt. De oprichter daarvan, Anton Makarenko, schreef in zijn boek dat het was in 1932 besloten om kopieën te gaan maken van Leica camera's.
In 1934 werd begonnen met massaproductie; in dat jaar werd de fabriek onder beheer van de NKVD geplaatst en Makarenko werd ontslagen. De productie werd onderbroken in 1941 toen Duitse troepen de fabriek verwoestten, en hervat in 1946. 
Tot 1955 maakte de fabriek een groot aantal camera's die erg lijken op Leica's (en vaak werden ze voorzien van het merk Leica, en verkocht als Leica). Het ontwerp is echter minder verfijnd. De mechanische kwaliteit was aanzienlijk minder dan die van de Leica's. 
Vanaf 1955 begon FED met technische vernieuwingen van de meetzoekercamera's. Het laatste model was de FED-5. De laatste daarvan werd gemaakt in 1994. 
FED's en de soortgelijke Zorki-camera's zijn nog volop tweedehands te koop omdat ze destijds zo massaal zijn geproduceerd.